# Bloque Norte de las AUC
El Bloque Norte de las Autodefensas Unidas de Colombia (AUC) fue uno de los principales bloques que conformaron esta organización paramilitar al norte de Colombia. El Bloque Norte fue partícipe en el Conflicto armado interno de Colombia y controló áreas en los departamentos colombianos de Cesar, Magdalena, La Guajira y Atlántico, y ocasionalmente operó en los departamentos de Córdoba, Sucre, Santander, Norte de Santander y Bolívar.
Según cifras de la Unidad de Justicia y Paz de la Fiscalía General de la Nación, el Bloque Norte cometió 333 masacres bajo el mando de su comandante Rodrigo Tovar Pupo, alias "Jorge 40" en cuatro departamentos de la región Caribe colombiana. En palabras de los subordinados de Tovar, el Bloque Norte fue responsables de unos 20.000 hechos delictivos que afectaron a más de 25 mil personas.

## Historia

### Antecedentes
El Bloque Norte nació en el departamento del Cesar, de la mano de Salvatore Mancuso y su amigo de época universitaria Rodrigo Tovar Pupo, alias "Jorge 40", varios integrantes de familias tradicionales hacendadas de la región como los Castro y los Araújo Molina, y en alianza con varios clanes de narcotraficantes como el clan Gnecco.
Inicialmente, estos nuevos grupos surgieron con la conformación de grupos legales de seguridad bajo el programa de las CONVIVIR y ligadas a las ACCU, cuyo fin era el de conformar grupos de autodefensas contraguerrilleras, ya que las guerrillas de las FARC-EP, ELN, y Disidencias del EPL, agrandadas por el narcotráfico en las décadas de 1980 y 1990, habían logrado tomar el control de la región sobre el Estado en zonas rurales y en los cascos urbanos con células urbanas. Las narcoguerrillas, en especial unidades guerrilleras como el Frente 41 y Frente 59 del Bloque Caribe de las FARC-EP y el Frente José Manuel Quiroz del ELN, cometieron múltiples asesinatos, secuestros, robo de ganado, extorsión a empresarios, comerciantes y ganaderos, reclutamiento forzoso de civiles y torturas. Los ataques de las guerrillas y tomas contra pequeñas poblaciones fueron múltiples. El transporte por vía terrestre se volvió imposible debido a los constantes retenes de las narcoguerrillas para secuestrar, en llamadas 'pescas milagrosas'.
Carlos Castaño, Salvatore Mancuso se asociaron con Jorge Gnecco Cerchar para fundar la CONVIVIR Guaymaral. Hugues Rodríguez, amigo de Jorge 40 y a quien el ELN le había secuestrado y brutalmente asesinado a su hermana después de pagar una extorsión, montó la CONVIVIR Salguero. Al sur del departamento del Cesar, funcionó la CONVIVIR Los Arrayanes, de Juan Francisco Prada Márquez, alias "Juancho Prada" y Martiniano Prada Gamarra, y la CONVIVIR Renacer de Roberto Prada Delgado. Otra CONVIVIR en el centro del Magdalena fue creada por "Chepe" Barrera bajo el nombre Guayacanes, pero estuvo bajo propiedad del ganadero Luis José Botero Salazar.

### Origen
El 4 de mayo de 1997, Salvatore Mancuso, Rodrigo Tovar alias "Jorge 40" y Hernando de Jesús Fontalvo alias "El Pájaro" fueron temporalmente detenidos al llevar un cargamento de armas, sobre la vía entre los departamentos de La Guajira y Cesar, luego de una reunión con el contrabandista y político liberal Santa Lopesierra. A pesar del cargamento de armas, la policía los dejó pasar tras la intervención del oficial de la policía, Danilo González y el soborno a unos fiscales. Este incidente se conoció a voz baja como rumor entre la sociedad de Valledupar, dando por entendido que Rodrigo Tovar estaba involucrado y comandando grupos de autodefensas. Al siguiente año, Tovar fue capturado nuevamente transportando armamento en una vía entre Valledupar y Codazzi, pero nuevamente fue dejado en libertad.
La sociedad estaba atiborrada de la violencia causada por las guerrillas y el narcoterrorismo de los carteles, y vieron en Tovar una especie de héroe. Según María Teresa Ronderos, en su libro Guerras recicladas, en el departamento del Cesar solamente en 1997 hubo una alarmante cifra de 138 secuestros extorsivos, y al siguiente año, 324 secuestros. El Bloque Norte recibió colaboración tanto de simpatizantes dentro de organismos de inteligencia en el DAS, como en la policía y las Fuerzas Militares colombianas. El coronel Hernán Mejía Gutiérrez, fue un fuerte aliado de los paramilitares del Bloque Norte entre 2002 y 2004. En el DAS, tuvieron a Jorge Noguera.

## Narcoparamilitarismo y mafia
A medida que el conflicto armado colombiano se agravaba, algunas de las agrupaciones de autodefensas deciden copiar los métodos de financiación de las narcoguerrillas para poder así igualar la cantidad de dinero que usaban para comprar armas y reclutar personal, a esto le llamaron "impuesto de guerra". Extorsionaron mediante amenazas a civiles, comerciantes, empresarios, multinacionales y grupos envueltos en el narcotráfico y contrabando. En algunos casos desviaron recursos del Estado directamente a sus finanzas. El reclutamiento de civiles también se volvió forzoso y atacaron pueblos a los que consideraban auspiciadores de las narcoguerrillas.
La influencia del narcoparamilitarismo logró penetrar la política y el gobierno tanto a nivel nacional, regional como local. Con la Parapolítica, el Bloque Norte logró imponer políticos en altas esferas del gobierno, en entidades de control, en las filas de organismos policiales, militares y de inteligencia.  
Es así como el Bloque Norte ayuda a elegir a políticos como Zulema Jattin, Dieb Maloof, Álvaro García Romero, y David Char.

## Delitos y violaciones de Derechos Humanos
Además de las 333 masacres, al Bloque Norte se le atribuye la autoría de numerosos casos más de sicariato entre los que incluyen como víctimas:

Homicidios notables
- Adán Pacheco: asesinato del expresidente del sindicato de Electricaribe.
- Alfredo Correa De Andreis: asesinato del profesor universitario.[12]
- Pedro Pérez Orozco: asesinato del exsecretario de gobierno del Distrito de Barranquilla y defensor de Derechos Humanos.
- Eislen Escalante Pérez: asesinato del asesora de desplazados que clamaban tierras en un islote del río Magdalena.
- Miguel Espinosa Rangel: asesinato del líder de desplazados.
- José Mendivil: asesinato del sindicalista del tránsito.
- Gustavo de Silvestri: asesinato del presidente del Consejo de Administración de Coolechera, y varios de sus compañeros, miembros del sindicato de Coolechera.
- Antonio José Muñoz Vizcain: asesinato secretario de salud de Sabanalarga.
- José Castillo: asesinato del candidato a la alcaldía de Soledad, Atlántico en el 2003.

Según Alias "Don Antonio", como comandante de frente impartió como "regla" a los paramilitares bajo su mando que no debían «asesinar a más de tres personas a la vez, para evitar presión de los medios y las autoridades».
Según el diario El Espectador, "Barranquilla fue la ciudad más afectada por los paramilitares con 1.664 asesinatos entre 2003 y 2006, seguida por Soledad, con 572, y Malambo, con 116".
Algunas personas sobrevivieron a los atentados sicariales de las AUC. Uno de los más atentados más conocidos fue el asesinato fallido que ordenó Alias "Jorge 40" el 25 de octubre de 2004 en Barranquilla contra el contratista José Manuel Daes, conocido como "Yuyo Daes".

## Finanzas
El Bloque Norte de las AUC recibía ingresos por concepto del narcotráfico, impuestos a los productores de drogas ilegales y microtraficantes, extorsiones porcentajes a contratistas, empresarios y comerciantes, desviación de dineros y recursos logísticos públicos, contrabando de gasolina, usurpación de tierras, propiedades e inmuebles, y préstamos 'gota gota'.
El comandante jefe de finanzas del Bloque Norte fue Édgar Ignacio Fierro, alias "Don Antonio".
El expolicia convertido en paramilitar, Miguel Villarreal Archila, alias "Salomón", fue encargado inicialmente por las AUC de la "Comisión al Mar", cuya función era la de enviar los cargamentos de drogas de las AUC por Barranquilla y Cartagena, y cuyas rutas pertenecieron anteriormente al Cartel de la Costa. Alias "Salomón" fue asesinado en 2003, por lo que Alias "Don Antonio" asumió sus funciones.
El Bloque Norte ocultó sus finanzas mediante múltiples redes de testaferros.

## Desmovilización
El Bloque Norte se desmovilizó entre el 8 y el 10 de febrero de 2006 en el departamento del Cesar con dos grupos, uno en el corregimiento Chimila del municipio de El Copey, y el otro en el caserío 'El Mamón', corregimiento de Azúcar Buena (La Mesa) de Valledupar.
El Frente Contrainsurgencia Wayuu no se desmovilizó con el Bloque Norte y siguió ejerciendo influencia en la Alta Guajira, el extremo norte de la península del mismo nombre y la frontera entre Colombia y Venezuela. 
Tras la desmovilización del Bloque Norte otros grupos ilegales o Bacrim se formaron y entraron a la región a copar espacios dejados por las AUC: Frente Arhuaco, Autodefensas Campesinas Independientes, Los Nevados, Autodefensas Gaitanistas de Colombia, Los Urabeños, Los Paisas, Los Rastrojos, Águilas Negras, Grupo Armado Ilegal de Codazzi, Grupos Armado Ilegal del Cesar, Grupo Armado Ilegal de El Copey, Grupo Armado Ilegal del Sur del Cesar y Los Curicheros.

## Extradición

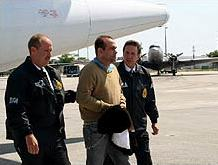
El exjefe del Bloque Norte de las AUC, Salvatore Mancuso en medio de dos agentes de la DEA después de ser extraditado a los Estados Unidos.

Tras la desmovilización algunos de los paramilitares de las AUC fueron pedidos en extradición por los Estados Unidos por haber conspirado para el envío de drogas ilegales y lavar activos del narcotráfico. El gobierno de Álvaro Uribe (2002-2010) autorizó la extradición a Estados Unidos de 14 mandos paramilitares, entre ellos su máximo jefe, Salvatore Mancuso y el jefe del Bloque Norte, Rodrigo Tovar.

## Estructura
Según versiones de Salvatore Mancuso, el Bloque Norte llegó a contar con "4.759 miembros", "se subdividía en frentes y comisiones cada una al mando de un comandante y con personal para el recaudo de recursos, para contactar a las administraciones y la fuerza pública y para realizar labores de inteligencia urbana y rural".
Entre sus componentes estuvieron los frentes y grupos:
- Frente Contrainsurgencia Wayúu: que operaba al norte de la península de La Guajira. Este frente no se desmovilizó y continuó operando como una organización narcotraficante bajo el mando del narcoparamilitar Arnulfo Sánchez González alias "Pablo".[18]
- Frente Resistencia Tayrona: al norte de la Sierra Nevada de Santa Marta, fue comandado por el narcoparamilitar Arnulfo Sánchez González alias "Pablo".[18]
- Frente William Rivas: (luego llamado Frente 'Bernardo Escobar'), que operó en la zona bananera del departamento del Magdalena.
- Frente Guerreros de Baltazar:.
- Frente John Jairo López:.
- Grupo Tomás Guillén o Frente Pivijay:.
- Frente Resistencia Motilona: Dirigidos por Enrique López alias "Omega".
- Frente Resistencia Chimila: Comandados por Enrique López alias "Omega".
- Frente Mártires del Cesar o "Mártires del Cacique Upar: liderados por David Hernández Rojas, alias "39".
- Frente Juan Andrés Álvarez (JAA): Comandados por Oscar José Ospino Pacheco alias "Tolemaida".[19] El frente creado en 1999. Operó en los municipios de Bosconia, El Paso, La Paz, Agustín Codazzi, Becerril, La Jagua de Ibirico, Chiriguaná y San Diego, sector donde operan las minas carboníferas de las multinacionales Drummond y Prodeco.[20]
- Frente Adalvis Santana:.
- Frente José Pablo Díaz: liderado por Édgar Fierro Flórez, alias "Don Antonio" entre 2003 y 2006.[21] Fue liderado inicialmente por el paramilitar José Pablo Díaz quien fue asignado a Barranquilla por los jefes de las AUC.[22]
- Frente Héroes de los Montes de María:.
- Frente Resistencia Chimila:.

### Miembros
Entre los hombres de confianza de Alias Jorge 40 estuvieron David Hernández Rojas alias "39", Oscar José Ospino Pacheco alias "Tolemaida", John Jairo Esquivel Cuadrado alias "El Tigre", y Alcides Mattos Tabares alias "El Samario". Una de las mujeres paramilitares de mayor confianza de Alias "Jorge 40" fue Neyla Alfredina Soto Ruíz, alias 'Doña Sonia" o "La Paraca".
Entre los asesores del Bloque Norte figuró Carlos Mario García, alias "Médico Grande", "Consejero" o "Gonzalo".